# 北极虾
北极虾（学名：Pandalus borealis），又称北方长额虾。俗称北极甜虾，产自北极附近海域。

## 棲息地
棲息于北大西洋海域、北冰洋海域。

## 作為人類的食物
多由加拿大和丹麦的捕捞船捕捞，以每年7月至8月捕捞所得为上品。北极虾一定要熟透食用，否则容易感染副溶血性弧菌，导致肠道感染、腹泻。